# Arubaanse florin
De Arubaanse florin is de munteenheid van Aruba.
De Arubaanse florin werd ingevoerd nadat Aruba in 1986 de status aparte binnen het Koninkrijk der Nederlanden kreeg. Voorheen was de Antilliaanse gulden de munteenheid van Aruba.
De volgende munten worden gebruikt:
- 5, 10, 25 en 50 cent, 1, 2½ en 5 florin.

De volgende bankbiljetten worden gebruikt:
- 10, 25, 50, 100 en 200 florin.

| Waarde (S/.) | Kleur | Voorzijde                | Achterzijde                               | Afmetingen  | Datum van uitgifte |
| ------------ | ----- | ------------------------ | ----------------------------------------- | ----------- | ------------------ |
| 10 Afl.      |       | Groene zeeschildpad      | Ruïne van de Goudsmelterij te Bushiribana | 148 × 74 mm | 1 januari 2019     |
| 25 Afl.      |       | Oranje troepiaal         | Kleipot van de Caquetio                   | 148 × 74 mm | 1 januari 2019     |
| 50 Afl.      |       | Wenkkrab                 | Willem III toren bij Fort Zoutman         | 148 × 74 mm | 1 januari 2019     |
| 100 Afl.     |       | Groene leguaan           | Lintendans                                | 148 × 74 mm | 1 januari 2019     |
| 200 Afl.     |       | Noordelijke kuifcaracara | Caha di orgel                             | 148 × 74 mm | 1 januari 2019     |

De munteenheid heeft sinds 1986 een vaste wisselkoers ten opzichte van de Amerikaanse dollar: 1 USD = 1,79000 AWG. De waarde van de Arubaanse florin is hiermee gelijk aan die van de Antilliaanse gulden.
De Arubaanse florin wordt soms "Arubaanse gulden" genoemd. Ook spreekt men in het Engels vaak over 'Aruban guilders'. De officiële naam van de munt volgens de (Nederlandstalige) landsverordening is echter "florin".